# Fidji aux Jeux olympiques d'hiver de 2002
Les Fidji participent aux Jeux olympiques d'hiver de 2002, qui ont lieu à Salt Lake City en Utah, aux États-Unis. Ce pays, représenté par un athlète en ski alpin, prend part aux Jeux d'hiver pour la troisième fois de son histoire.

## Résultats

### Ski alpin
Laurence Thoms a représenté le pays au slalom et au slalom géant. Il n'a pas réussi à terminer la descente du slalom et il a terminé 55e au slalom géant avec un temps de 2:41.98.